# متحف الجفيني
متحف الجفيني أحد متاحف منطقة مكة المكرمة في محافظة جدة , أسسه سعيد سالم الجفيني السلمي، يتكون المتحف من مبنى مستقل من دورين بها قاعتين كبيرة رئيسية وأربع غرف مساندة بسقف مستعار، ويحتوي المتحف على الكثير من قطع التراث كالعملات والطوابع والأحجار الكريمة والوثائق إضافة إلى أدوات القهوة العربية والنحاسيات والحلي والفضيات والأجهزة السمعية، وركن لصور الأسرة المالكة وركن للأسلحة وأدوات الحرب وركن للبادية وركن للنحاسيات والزجاجيات .
يتكون المتحف من طابقين الأول به صالون كبير بطول 12 متر وعرض 6 أمتار سمي ركن العملات ويحتوي على صور شخصيات وعملات ورقية ومعدنية معروضة داخل فترينات زجاجية، وكذلك عملات أخرى لبعض الدول العربية والأجنبية، وأيضا لوحات تشكيلية وصحف ومجلات كما يوجد بنفس الطابق غرفة أطوالها 6 م × 5 م لاستقبال الزوار، ويشمل الطابق العلوي صالة طولها 12 متر وعرضها 6 أمتار أطلق عليها ركن المقتنيات ومصمم على هيئة خيمة بها فترينات زجاجية عرض بها بعض المقتنيات التي تضم أدوات الطعام ومجسمات معدنية وفخاريات وبعض الجرائد والمجلات القديم.